# Bébé tire à la cible
Bébé tire à la cible és una pel·lícula muda francesa escrita i dirigida per Louis Feuillade i estrenada el 29 de desembre de 1911.
Aquesta pel·lícula forma part de la sèrie Bébé.

## Sinopsi
L'oncle de Bébé té la mala idea de regalar-li una petita carabina. Després de disparar el canelobre i fer altres problemes, dispararà a la culata de la minyona a la qual es va enganxar un blanc per error.

## Repartiment
- René Dary : Bébé (com Clément Mary)
- Renée Carl : Madame Labèbe, la mama
- Paul Manson : el pare de Bébé
- Jeanne Saint-Bonnet : la serventa, Julie